# 크빈턴 팀버르
크빈턴 라이언 크리스피토 팀버르(네덜란드어: Quinten Ryan Crispito Timber, 네덜란드어 발음: ['kʋɪntən ˈtɪmbər], 2001년 6월 17일~)는 네덜란드의 축구 선수로 포지션은 미드필더이다. 현재 에레디비시의 페예노르트 로테르담과 네덜란드 축구 국가대표팀에서 활동하고 있으며 유리언 팀버르의 쌍둥이 형제, 딜란 팀버르의 동생이다. 대한민국에서는 이름 'Quinten'을 로마자 그대로 읽은 퀸턴 팀버르로도 알려져 있다.

## 어린 시절
크빈턴 팀버르는 2001년 6월 17일 위트레흐트에서 퀴라소에서 네덜란드로 이주한 아버지 마뒤로(네덜란드어: Maduro)와 아루바에서 네덜란드로 이주한 어머니 마릴린 팀버르(네덜란드어: Marilyn Timber) 사이에서 쌍둥이 형제 유리언 팀버르와 함께 팀버르 5형제들 중 4번째로 태어났다. 마릴린은 마뒤로가 떠난 후 팀버르 5형제를 혼자 키웠고, 형제들은 아버지의 성이 아닌 어머니의 성 팀버르를 선택했다.

## 구단 경력

### AFC 아약스
크빈턴은 DVSU와 페예노르트 로테르담의 유소년팀을 거친 후 2014년 쌍둥이 형제 유리언 팀버르와 함께 아약스 예흐도플레이딩에 입단했다. 2018년 10월 15일 용 아약스가 용 PSV에게 2대 1로 패배한 원정 경기에서 프로 데뷔전을 가졌고 2019년 3월 25일 용 아약스가 용 FC 위트레흐트에게 3대 3으로 비긴 경기에서 프로 경력 첫 득점을 기록했다.

### FC 위트레흐트
2021년 5월 5일 크빈턴은 AFC 아약스에서 FC 위트레흐트로 이적했고 위트레흐트와 3년 계약을 체결했다.

### 페예노르트 로테르담
크빈턴은 2022년 7월 28일 850만 유로(약 122억 원)에 FC 위트레흐트에서 페예노르트 로테르담으로 이적했고 페예노르트와 4년 계약을 체결했다. 그는 이 이적으로 위트레흐트 구단 역사상 가장 높은 방출 이적료를 기록한 선수와 페예로느트 구단 역사상 가장 높은 영입 이적료를 기록한 선수가 되었다. 2022년 8월 27일 페예노르트가 FC 에먼을 4대 0으로 이긴 경기에서 페예노르트 구단 소속 첫 번째 득점을 기록했다.

## 국가대표팀 경력
크빈턴은 네덜란드의 연령별 대표팀을 거쳤고 2018년 UEFA U-17 축구 선수권 대회 우승을 달성했다. 그는 2021년 9월 5일 네덜란드 축구 국가대표팀의 감독 루이 판 할에 의해 네덜란드 축구 국가대표팀에 소집되었으나 성인 국가대표팀 데뷔전을 가지지 못했다. 이후 2023년 UEFA U-21 축구 선수권 대회 당시 네덜란드 U-21 축구 국가대표팀의 주장을 담당했다.
크빈턴은 2024년 3월 스코틀랜드 축구 국가대표팀과 독일 축구 국가대표팀과 친선 경기를 가지는 네덜란드 축구 국가대표팀 선수단에 발탁되었고 3월 26일 독일 대표팀과의 친선 경기에서 66분 티자니 레인더르스와 교체되어 경기에 투입되면서 네덜란드 성인 대표팀에 데뷔했다.

## 개인사
크빈턴에게는 이복형 스하미르 팀버르(네덜란드어: Shamier Timber), 크리스 팀버르(네덜란드어: Chris Timber)와 동복형 딜란 팀버르 총 3명의 형들이 있고 쌍둥이 형제 유리언 팀버르가 있다. 쌍둥이 형제 유리언과 형 딜란은 크빈턴처럼 축구 선수로 활동하고 있으며 2024년 2월 기준으로 유리언은 아스널 FC에서, 딜란은 VVV 펜로에서 활동하고 있다.

## 수상 내역
AFC 아약스
- KNVB 베커르: 2020-21

 페예노르트 로테르담
- 에레디비시: 2022-23[14]

 네덜란드 U-17 축구 국가대표팀
- UEFA U-17 축구 선수권 대회: 2018[10]

개인
- FC 위트레흐트 올해의 선수(다비드 디 토마소 트로피): 2022[15]
- 에레디비시 이달의 팀: 2023년 11월[16]